# Maurice Raoul-Duval
Maurice Auguste Raoul-Duval (Le Pecq, 27 aprile 1877 – Verdun, 5 maggio 1916) è stato un giocatore di polo francese.
Partecipò al torneo di polo della II Olimpiade di Parigi del 1900. La sua squadra, l'anglo-francese Bagatelle Polo Club de Paris, fu eliminata in semifinale, aggiudicandosi così la medaglia di bronzo. In quel torneo, Raoul-Duval giocò anche con i francesi del Compiègne Polo Club, che giunsero quinti.
Anche suo cognato, André Fauquet-Lemaître, fu giocatore di polo alle Olimpiadi di Parigi.

## Palmarès
| Anno | Manifestazione  | Sede   | Evento | Risultato |
| ---- | --------------- | ------ | ------ | --------- |
| 1900 | Giochi olimpici | Parigi | Polo   | Bronzo    |